# Chân mèo Albany
Chân mèo Albany, tên khoa học Anigozanthos preissii, là một loài thực vật có hoa trong họ Huyết bì thảo. Loài này được Endl. mô tả khoa học đầu tiên năm 1846.